# シギルの偶像

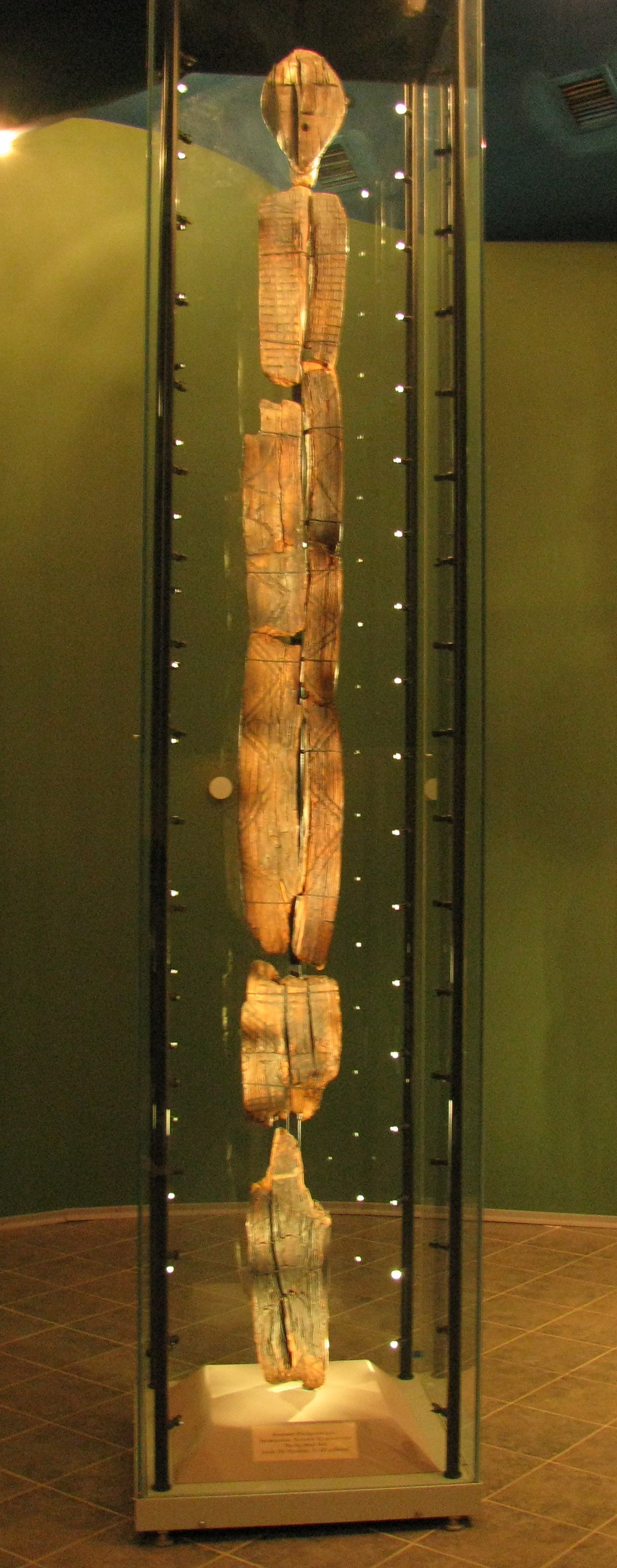

シギルの偶像（英: Shigir Idol、ロシア語: Шигирский идол）は、世界で最も古いとされる木製の彫像である
。
中石器時代 にあたる11,000年前に作られた。
現在はロシアのエカテリンブルクにあるスヴェルドロフスク州歴史博物館で展示されている。

## 発見
彫像は1894年1月24日、エカテリンブルクから約100キロメートル離れた中部ウラルの東側斜面にあるシギルの泥炭地において深さ4メートルから発見された。この区域では40年前に金の露天鉱山から先史時代の様々な遺物が発見されて以来、研究が行われていた。見つかった彫像はいくつかの断片に分かれた状態で、D.I.ロバノフ教授によって主要な断片が組み立てられ高さ2.8メートルの彫刻に再構成された。
1914年、考古学者ウラジミール・トルマチェフは未使用であった断片を合わせ、さらなる再構成を提案した。この再構築によってオリジナルの像の高さが5.3メートルであったことが示唆された。
これらの断片のうち、いくつかはその後の政治的動乱の中で行方不明となり、トルマチェフのスケッチだけが残されている。

## 保存環境
ロシア科学アカデミー・考古学研究所のミハイル・ジーリン教授は木像が腐らずに保存されていたことについて、『彫像はフィトンチッドを含むカラマツで作られ、酸性の嫌気的環境である泥炭の中で「缶詰のように」封じられていた。泥炭は破壊的な微生物を殺すとともに、なめしの効果も持つ』と述べた。

## 年代測定
1997年、サンクトペテルブルクにあるロシア科学アカデミー・Institute for the History of Material CultureのG.I.ザイツェワによって最初の放射性炭素年代測定が行われ、彫像は9,500年前に作られたものであると判定した。この主張は国外の学会には懐疑的に受け取られた。
2015年、ドイツのマンハイムで加速器質量分析による年代測定が行われ、前回の結果から1,500年さかのぼる11,000年前を制作時期とした。この結果をもって、彫像は現在知られる中で最も古い木像だと言われている。

## 外観

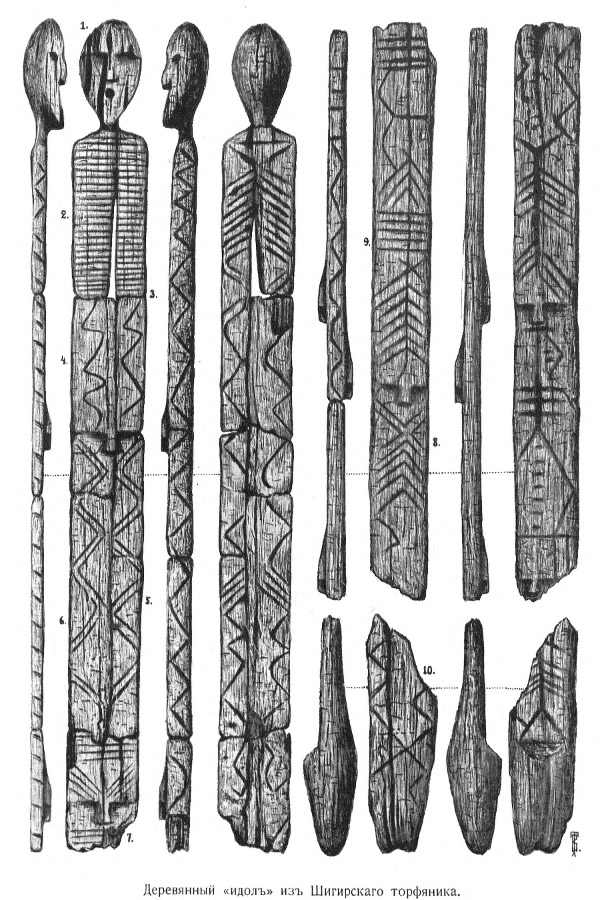

彫像はカラマツの木を彫って作られている。石器を使って紋様が彫刻され、目、鼻、口を持った顔が頭部に再現されている。胴体部分は平坦な四角形で、その表面は幾何学的なモチーフで飾られている。胸部の高さには肋骨を表すのであろう複数の水平線があり、胴体の残りの部分は山型の破線で覆われる。最上部にある顔に加えて、彫刻に沿った様々な個所に複数の顔が見られる。
エカテリンブルク歴史博物館のスヴェトラーナ・サフチェンコらは、木像の幾何学的紋様は世界の姿を符号的に表現したもので（直線は大地と空、水と空、あるいは世界の境界線を示し、ジグザグは危険を、十字、菱形、正方形、円は火災や太陽）、周辺地域のマップである可能性もあると述べている。
年輪から分かる木の年齢については、ベルリン考古学研究所のウーヴェ・ホイスナー教授は159年以上としている。その後、2015年のスヴェルドロフスク州歴史博物館の発表では157年とされている。